# Конюша (Польща)
Конюша (пол. Koniusza) — село в Польщі, у гміні Фредрополь Перемишльського повіту Підкарпатського воєводства, у межах етнічної української території Надсяння.
Населення — 21 особа (2011).

## Географія
Лежить на обох берегах річки Залісся, яка випливає з пагорба в західній частині села. Село з усіх боків оточене лісом.

## Назва
У 1977-1981 рр. в ході кампанії ліквідації українських назв село називалося Заґуже (пол. Zagórze).

## Історія
Перша згадка про Конюшу походить з 1502 року. Володіли селом по черзі Гроховські, Фредри, Родоські, Михаловські та Дунін-Борковський.
У 1785 році село нараховувало 65 греко-католиків, 3 римо-католиків та 6 євреїв. За переписом 1880 року в селі мешкало 160 осіб та 6 осіб були при польському дворі. За невеликим винятком усі були греко-католиками. У тому часі село належало до графа Круковецького. Його маєток охоплював 214 могрів поля та 7 моргів пасовищ. Селянам належало 195 моргів поля, 25 могрів лук та городів і 3 могри пасовищ.
У 1921 році в селі було 41 хата і 263 мешканців, серед них 233 греко-католиків, 26 римо-католиків та 4 євреї.
У 1928 році було 267 греко-католиків. Найпоширенішим було прізвище Стадницький.
У 1945—1946 роки в Україну переселено три родини. Під час акції «Вісла» 28 квітня 1947 року на західні землі Польщі вивезено 98 мешканців села.
У 1975-1998 роках село належало до Перемишльського воєводства.

## Демографія
Демографічна структура станом на 31 березня 2011 року:
|          | Загалом | Допрацездатний вік | Працездатний вік | Постпрацездатний вік |
| -------- | ------- | ------------------ | ---------------- | -------------------- |
| Чоловіки | 12      | 4                  | 8                | 0                    |
| Жінки    | 9       | 4                  | 5                | 0                    |
| Разом    | 21      | 8                  | 13               | 0                    |